# Красна Воля
Кра́сна Во́ля — село в Україні, у П'ятихатській міській громаді Кам'янського району Дніпропетровської області.
Населення — 101 мешканець.

## Географія
Село Красна Воля знаходиться на відстані 0,5 км від селища Вершинне, за 1 км від селища Мирне та за 4 км від міста П'ятихатки. По селу протікає висихний струмок з загатою. Поруч проходить залізниця, станція Жовті Води I за 1 км.

## Населення

### Мова
Розподіл населення за рідною мовою за даними перепису 2001 року:
| Мова            | Відсоток |
| --------------- | -------- |
| українська      | 90,1 %   |
| російська       | 8,9 %    |
| інші/не вказали | 1 %      |

## Інтернет-посилання
- Погода в селі Красна Воля [Архівовано 20 грудня 2011 у Wayback Machine.]

1. ↑  Рідні мови в об'єднаних територіальних громадах України — Український центр суспільних даних